# Hindustan Ambassador
De Hindustan Ambassador van de Indiase autofabrikant Hindustan Motors werd tussen 1957 en 2014 gebouwd en was een in licentie gebouwde Morris Oxford.
In 2017 maakte PSA afspraken met het moederbedrijf van Hindustan Motors, de CK Birla Group, om de Indiase markt te betreden. Dit omvatte de ook aankoop van de naam Ambassador voor 800 miljoen roepies (11 miljoen euro).

## Geschiedenis
De in 1957 geïntroduceerde Hindustan Ambassador was gebaseerd op het Oxford series III-model van de Britse fabrikant Morris. Hij werd vervaardigd in een fabriek van Hindustan Motors in Uttarpara, een buitenwijk van Calcutta. De voor de productie benodigde machines werden ingevoerd uit het Verenigd Koninkrijk. De Ambassador was een vierdeurs sedan die populair was in rijke kringen, bij ministeries en andere overheidsinstanties en als taxi.
De Ambassador werd gedurende 58 jaar vervaardigd en evolueerde weinig door de jaren heen, maar profiteerde wel van enkele verbeteringen. De ophanging met bladveren en grote bodemvrijheid maakte het mogelijk om slechte wegen te berijden. Tot vijf benzine- en dieselmotoren, deels afkomstig van Isuzu, waren beschikbaar, waaronder een 38 pk (28 kW) 1,5 liter dieselmotor en een 75 pk (55 kW) benzinemotor, naar keuze uitgerust voor gebruik op aardgas of LPG.
Doordat de invoer van buitenlandse auto's door de overheid zwaar werd belast, domineerden de Ambassador en de Premier Padmini de Indiase markt gedurende enkele tientallen jaren. Tot 1980 was de Ambassador het enige model dat door Hindustan Motors op de markt werd gebracht. De fabrikant exporteerde het model naar het Midden-Oosten maar ook naar Japan en het Verenigd Koninkrijk.
In de jaren tachtig werden ongeveer 25.000 exemplaren per jaar verkocht. De omzet daalde als gevolg van de liberalisering van de Indiase automarkt, die begon in 1985. Buitenlandse fabrikanten mochten toen van de Indiase overheid hun nieuwste modellen op de markt brengen. De jaarlijkse verkopen van de Hindustan Ambassador daalden tot minder dan 6000 stuks vanaf 2010. In 2007, toen de Ambassador 50 jaar werd, lag de verkoopprijs tussen 6000 en 9000 euro en waren meer dan 600.000 exemplaren in gebruik. De teruglopende vraag leidde tot stopzetting van de productie in mei 2014.

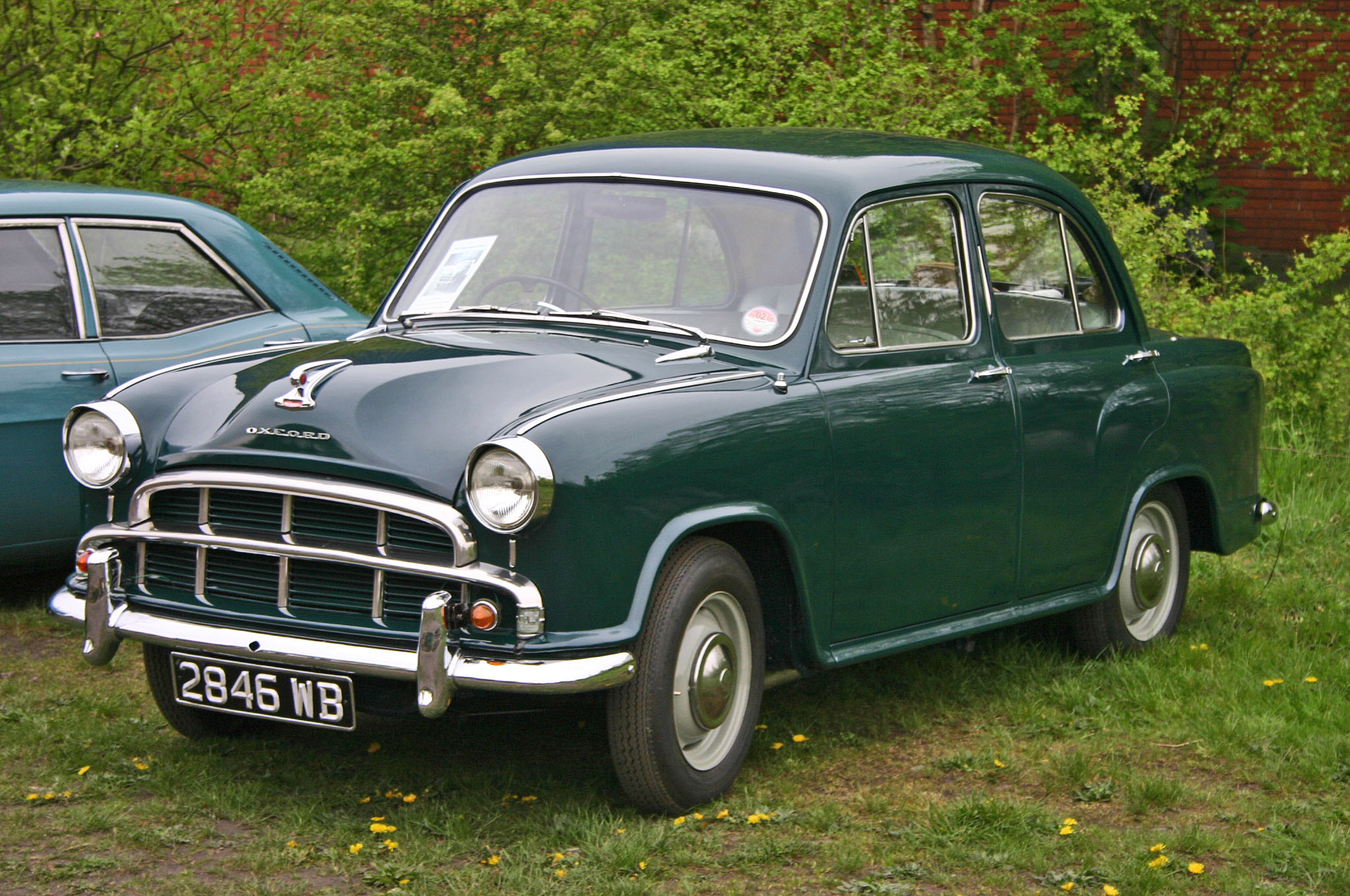
Morris Oxford series III (gelijk aan Ambassador Mark I, 1957-1962)
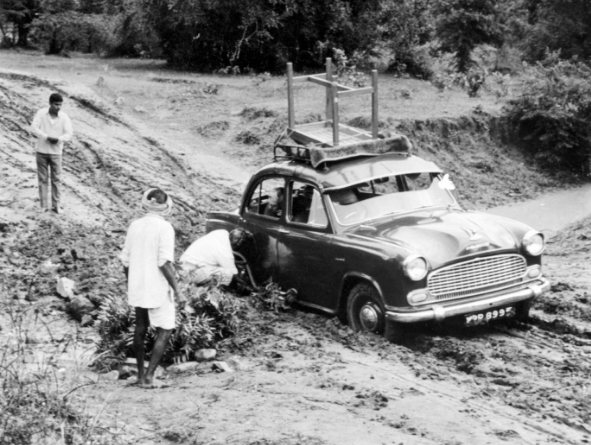
Ambassador Mark II (1962-1975)
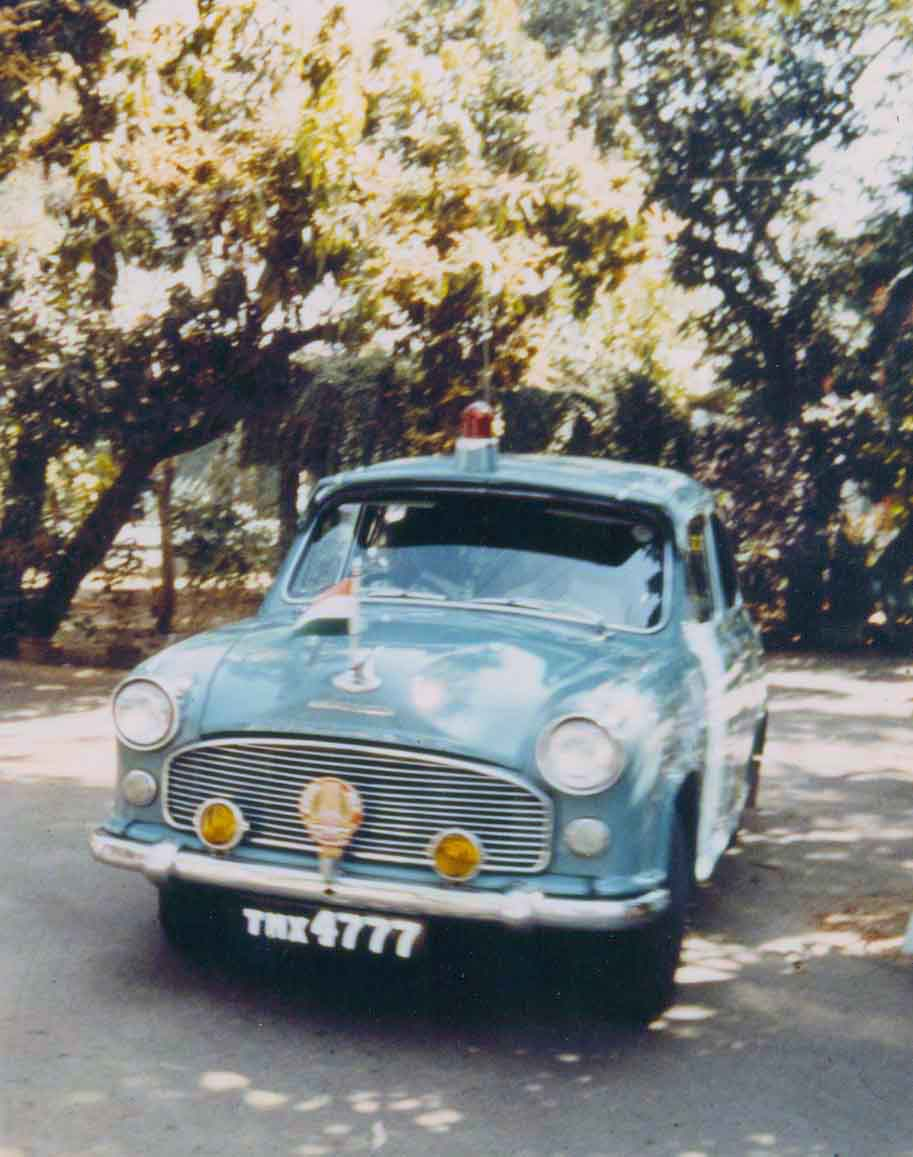
Ambassador Mark III (1975-1979)
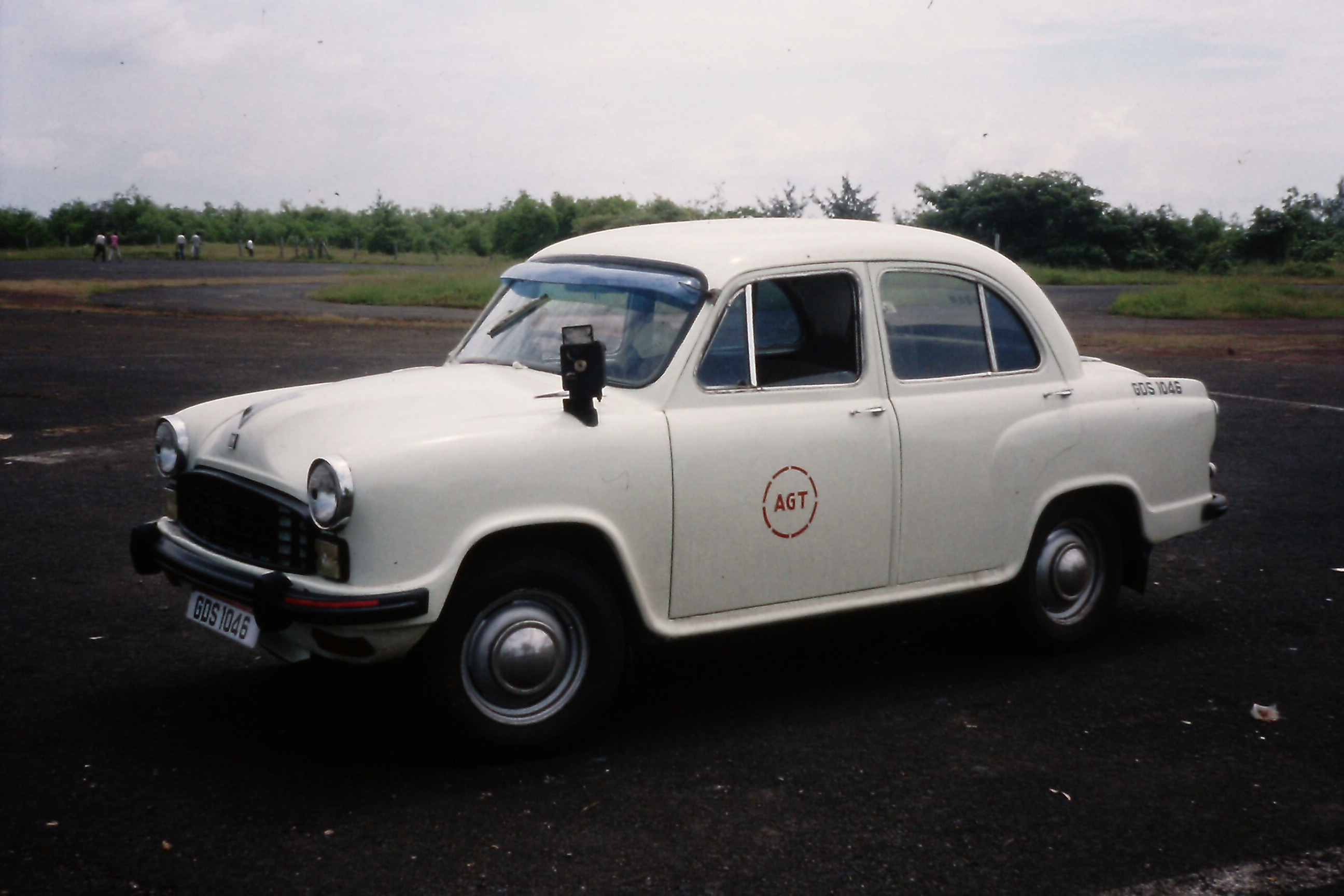
Ambassador Mark IV (1979-1990)
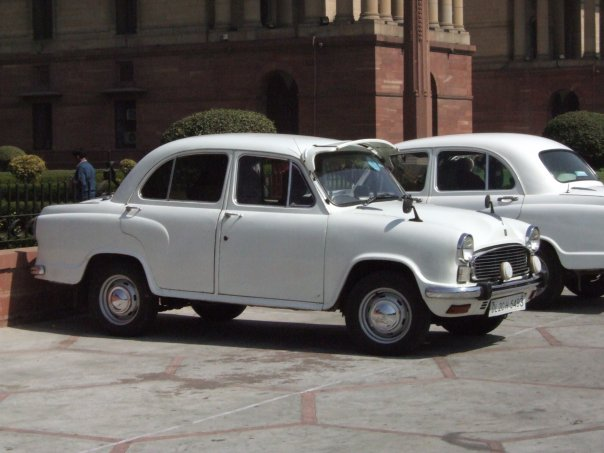
Ambassador Nova (1990-1999)
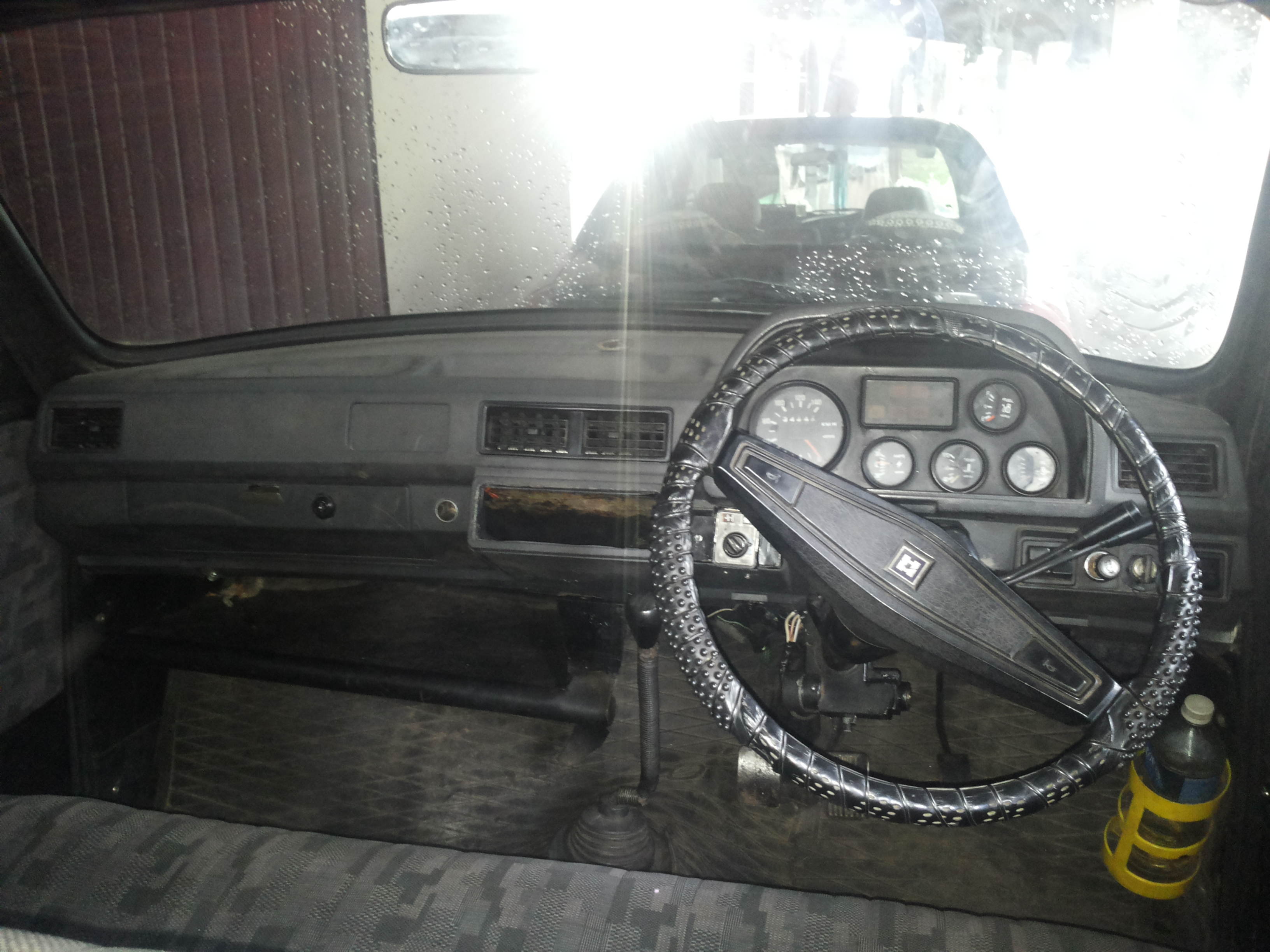
dashboard Ambassador Nova
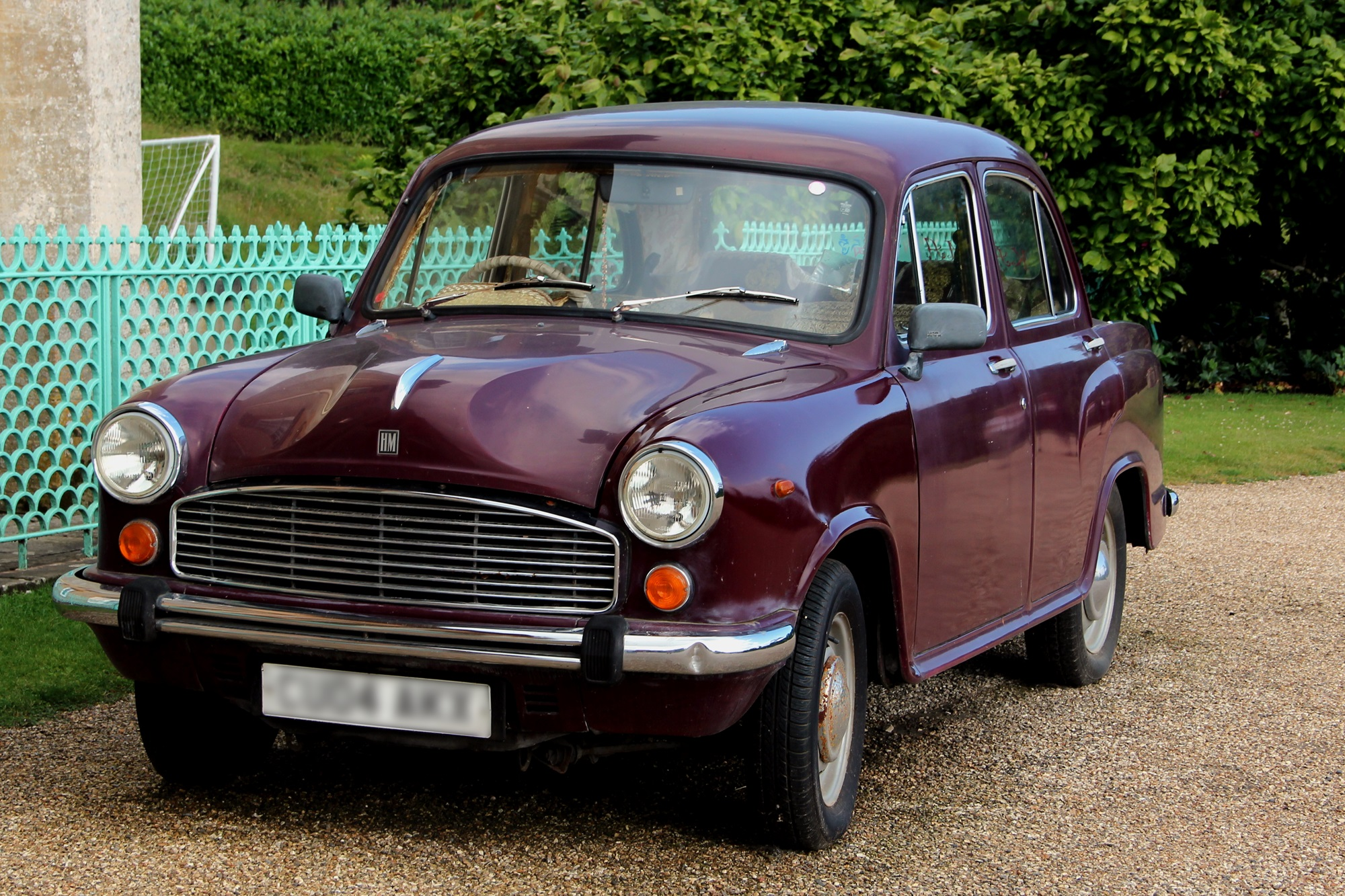
Ambassador Classic (1992-2011)
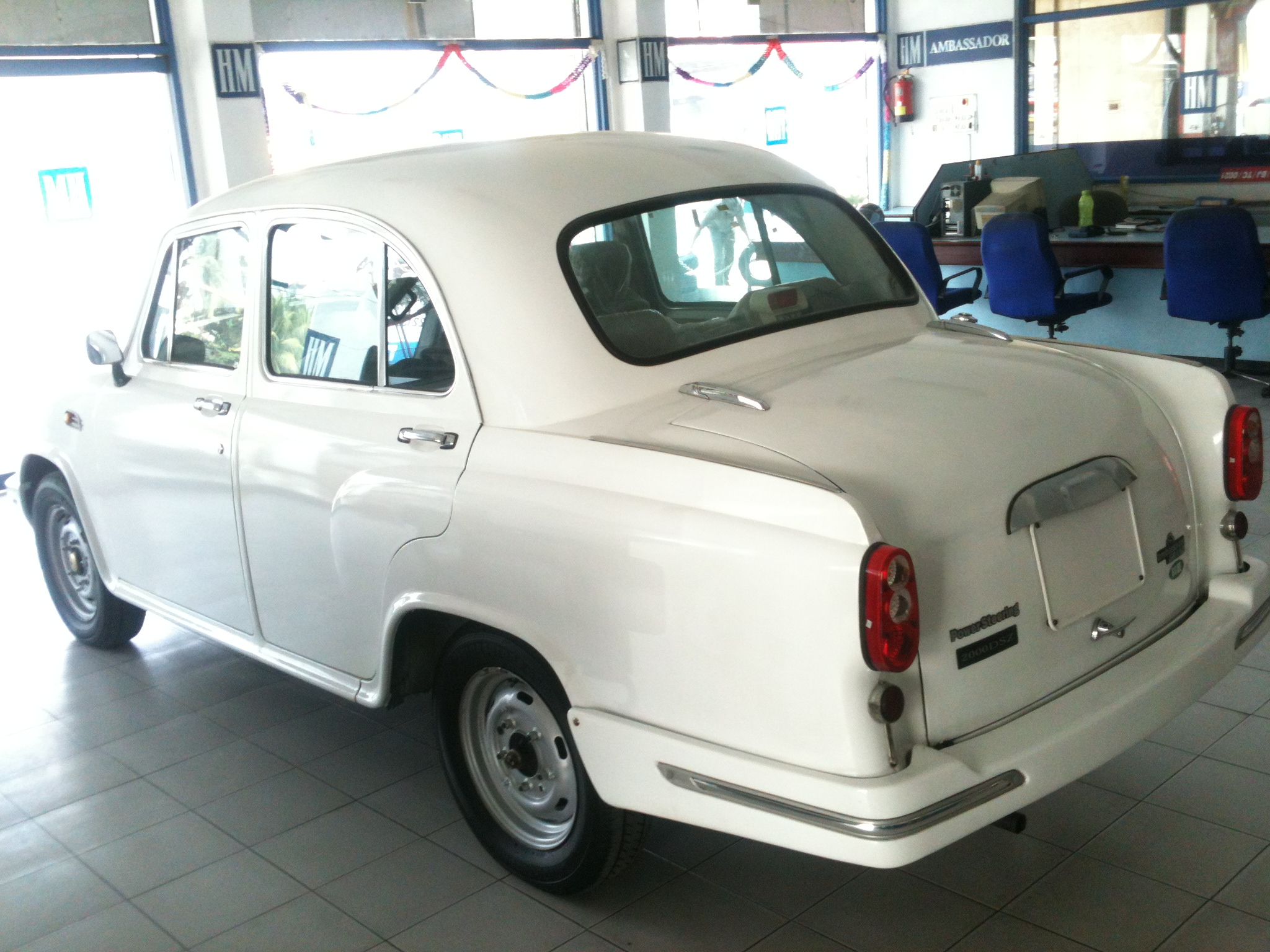
Ambassador Grand (2003-?)
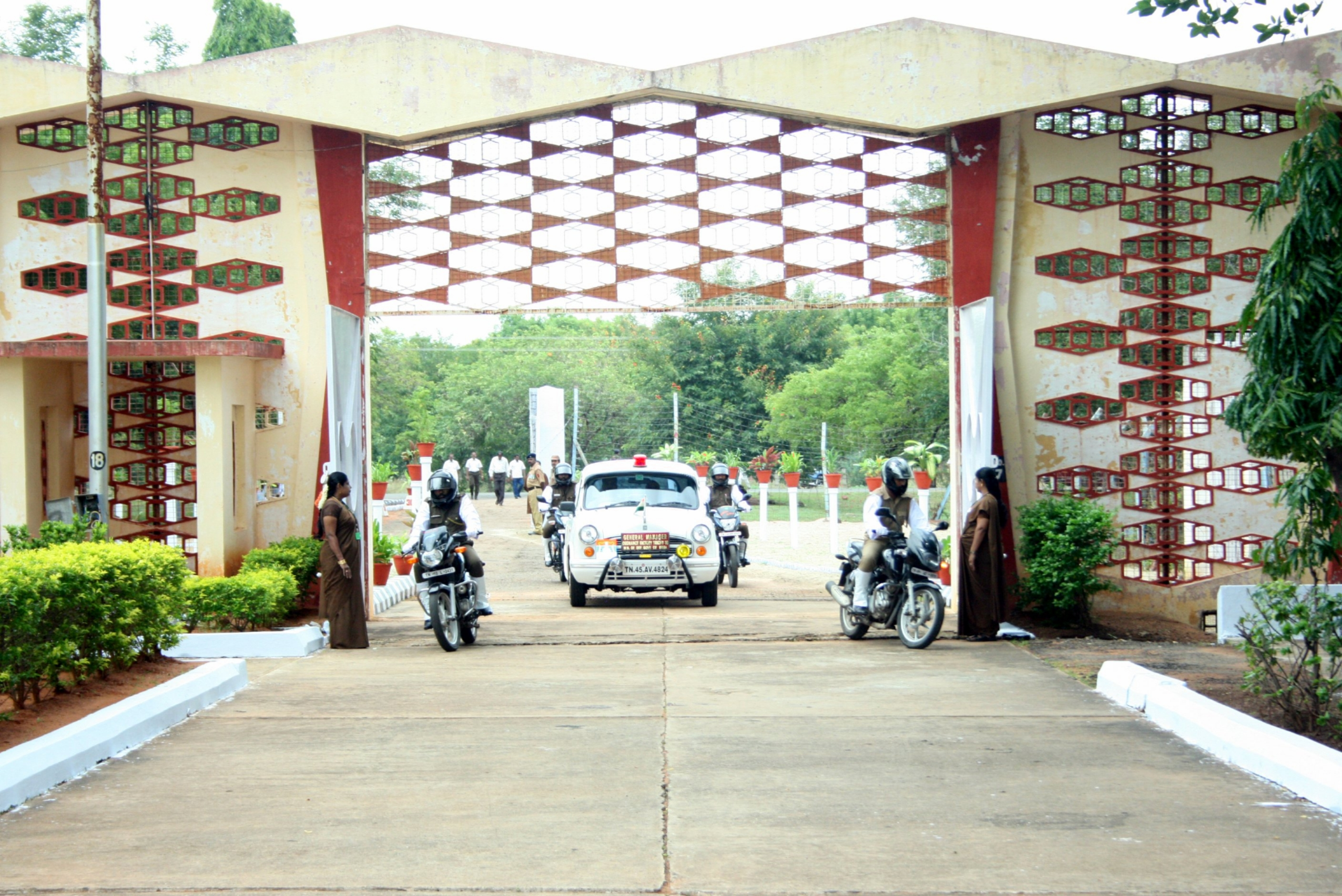
Ambassador Grand
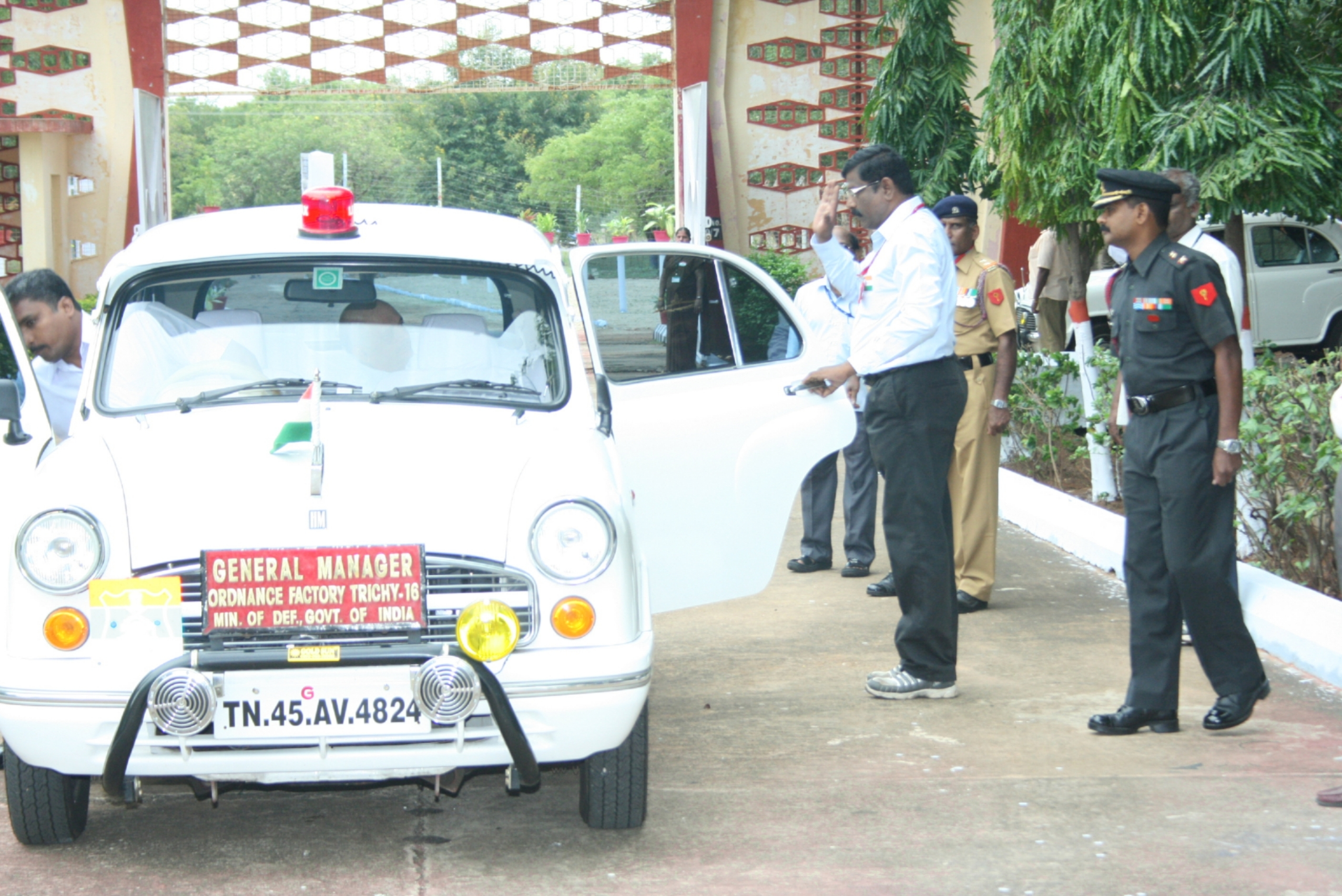
Ambassador Grand
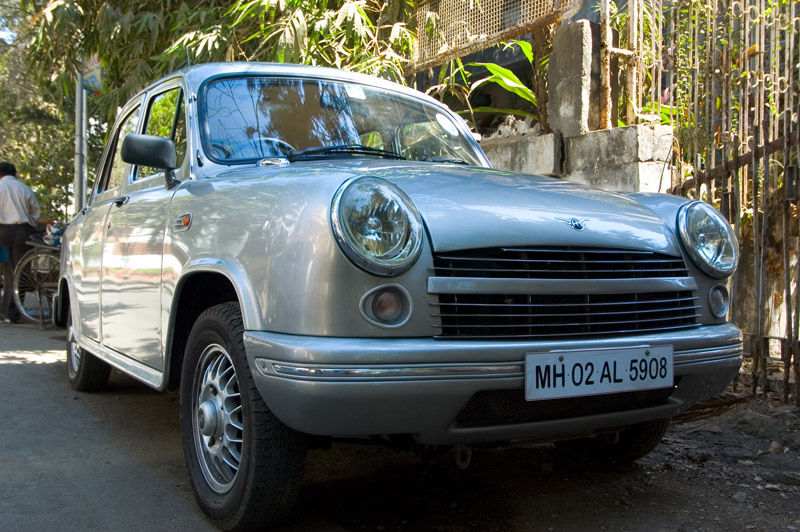
Ambassador Avigo (2004-2010)